# Maria Consolata Collino
Maria Consolata Collino (n. 9 decembrie 1947, Torino, Italia) este o scrimeră italiană, medaliată olimpică. A participat la 2 ediții ale Jocurilor Olimpice (1972, 1976) în care a câștigat o medalie de argint.